# Pescarul din Louisiana
Pescarul din Louisiana (titlul original: în engleză The Toast of New Orleans)  este un film muzical american, 
realizat în 1950 de regizorul Norman Taurog, protagoniști fiind actorii Mario Lanza, Kathryn Grayson, David Niven, J. Carrol Naish. 

## Conținut
Într-un mic sat din Louisiana, are loc în fiecare an o mare sărbătoare a pescarilor localnici. În acest an, sunt invitați ca oaspeți de seamă diva operei din New Orleans, Suzette Micheline și directorul operei Jacques Riboudeaux. Aici Suzette întâlnește pe chipeșul Pepe Duvalle, care este nepotul pescarului Nicky Duvalle. Când Pepe o întrerupe pe Suzette în timpul apariției de gală, ea este iritată. Dar Pepe face din interpretarea ei solo, un duet care impresionează plăcut pe directorul Riboudeaux. Acesta este impresionat de vocea de tenor al lui Pepe și îl invită la Opera din New Orleans. Pepe în schimb nu este prea interesat de aceasta. Abia când ambarcațiunea unchiului său Nicky este total distrusă de o furtună, Pepe se decide să accepte oferta. Cu speranța că va reuși să câștige bani pentru o nouă ambarcație, el pleacă împreună cu unchiul său la New Orleans...

## Distribuție
- Kathryn Grayson - Suzette Micheline
- Mario Lanza - Pepe Abellard Duvalle
- David Niven - Jacques Riboudeaux
- J. Carrol Naish - Nicky Duvalle
- James Mitchell - Pierre
- Richard Hageman - Maestrul Trellini
- Clinton Sundberg - Oscar
- Sig Arno - primarul
- Rita Moreno - Tina
- Romo Vincent - Manuelo

## Premii și nominalizări
Compozitorul Nicholas Brodszky și textierul Sammy Cahn au fost pentru cântecul Be My Love în 1951 nominalizați la Oscar.